# Kolonie Neuaubing

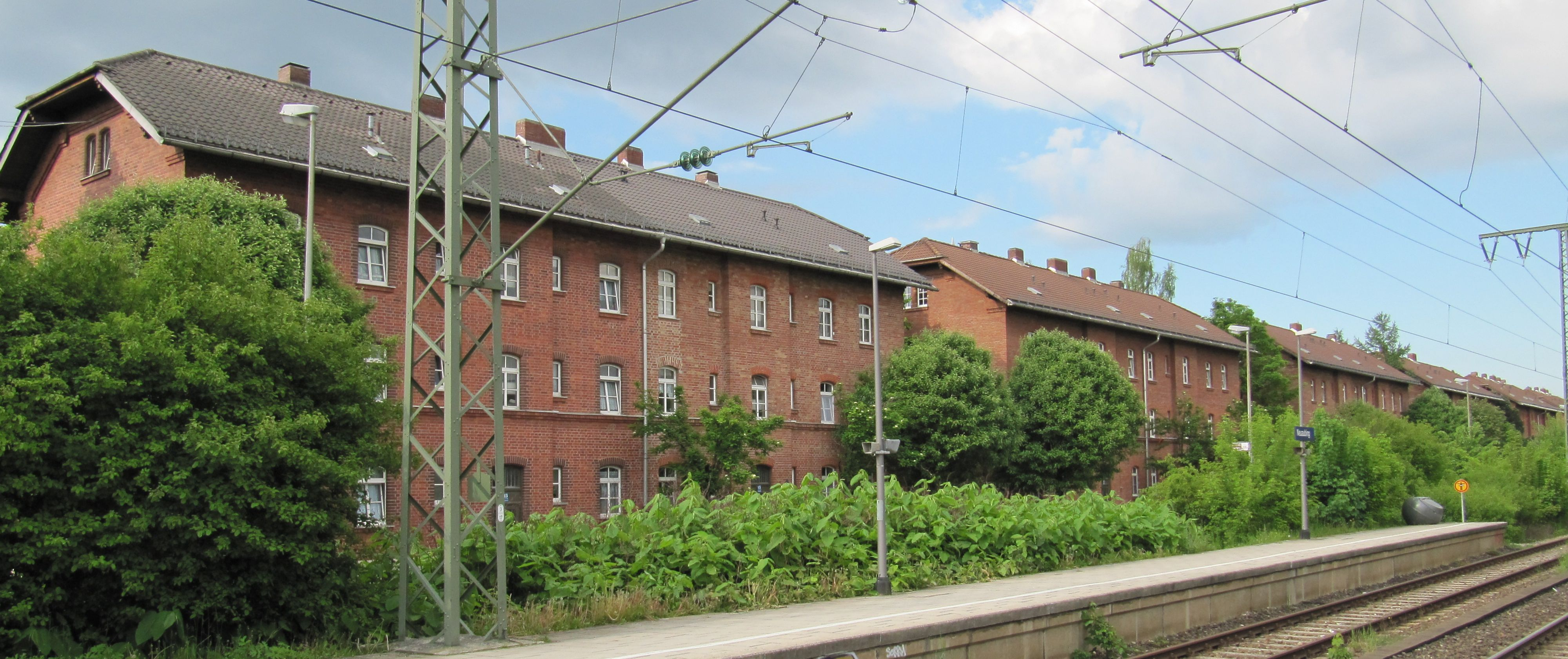
Häuser der Kolonie Neuaubing

Die Kolonie Neuaubing (auch „Papin-Siedlung“) ist eine ehemalige Eisenbahnersiedlung für Arbeiter und Beamte der Centralwerkstätte Aubing an der heutigen Papinstraße in München-Neuaubing. Die ehemalige Eisenbahnerkolonie liegt unmittelbar südlich der S-Bahn-Haltestelle Neuaubing und steht unter Ensembleschutz.

## Geschichte
Um 1900 suchten die Königlich Bayerischen Staatseisenbahnen nach einem Standort für eine neue Werkstätte zur Instandsetzung ihrer Güterwagen. Nach längerer Suche fiel schließlich die Wahl auf ein ca. 30 Hektar großes Gelände in der Gemeinde Aubing, die erst 1942 nach München eingemeindet wurde. Am 4. März 1902 erfolgte der erste Spatenstich für den Bau der 5. Zentralwerkstätte der bayerischen Staatsbahn, die Inbetriebnahme erfolgte 1906.
Mit dem Bau des Werks verbunden war die Errichtung einer Eisenbahnersiedlung für die Arbeiter, bestehend aus neun Doppelhäusern mit über 100 Wohnungen. Dabei handelte es sich um dreigeschossige Schopfwalmdach-Häuser mit Ecklisenen entlang der jetzigen Papinstraße mit den Hausnummern 9–43, in denen jeweils zwölf Wohnungen untergebracht wurden. Hinzu kamen – wegen des Standesunterschieds in gebührenden Abstand zu den Arbeiterhäusern – zwei dreigeschossige sogenannte Beamtenhäuser, Papinstraße 49–51, die sich in Abmessung und Aussehen von den übrigen angemessen abhoben. Die Wohnungen der Beamten waren im Gegensatz zu denen der Arbeiter von Anfang an mit Bädern ausgestattet. Ferner kamen noch sieben Waschhäuser sowie ein Feuerwehrhaus hinzu. Die Siedlung, die die erste Wohnbebauung im später so genannten Neuaubing war, wurde 1905–1906 errichtet. Ab Herbst 1905 waren die ersten Wohnungen bezugsfertig.
Alle Häuser der Kolonie (einschließlich Waschhäusern und Feuerwehrhaus) wurden in unverputztem Sichtmauerwerk errichtet:

„Der Umstand, dass das Ziegelwerk der Häuser im natürlichen (…) Zustand belassen werden konnte, war für Außenstehende alsbald der Anlaß, einfach nur von den roten Eisenbahnhäusern zu sprechen… Offiziell aber nannte sich die Eisenbahnersiedlung 'Kolonie'.“

Jeder Familie in der Kolonie stand auch eine kleine Gartenparzelle von ca. 15 m² zur Verfügung:
Wer im Sommer das geschäftige Treiben in den Gärten sieht, wo fast jeder Familienvater nach der Tagesarbeit statt ins Wirtshaus zu gehen seine Erholung in der Gartenarbeit sucht oder in behaglicher Ruhe auf den Sitzplätzen im Garten genießt, der findet bestätigt, daß die soziale Frage vornehmlich eine Wohnungsfrage ist (Bundesbahn-Ausbesserungswergk München Neuaubing 1981, S. 28).
Die Gartenanlagen wurden bereits Ende der 1950er Jahre aufgelöst.
Während der Zeit des Nationalsozialismus wohnten einige Mitglieder der Widerstandsgruppe „Die Roten Rebellen“, deren Kopf der Reichsbahnarbeiter Franz Faltner war, in der Kolonie. Im Juli 1944 wurde ein Haus während eines Luftangriffs auf das Reichsbahnausbesserungswerk beschädigt. Es wurde einige Jahre nach dem Krieg in seinem ursprünglichen Zustand wiederaufgebaut.
In den 1950er Jahren wurde die Kolonie durch einige Neubauten erweitert.
Der Schriftsteller und Autor Helmut Bloid sowie der Erziehungswissenschaftler Manfred Berger lebten in ihrer Kindheit in der Kolonie.

Impressionen
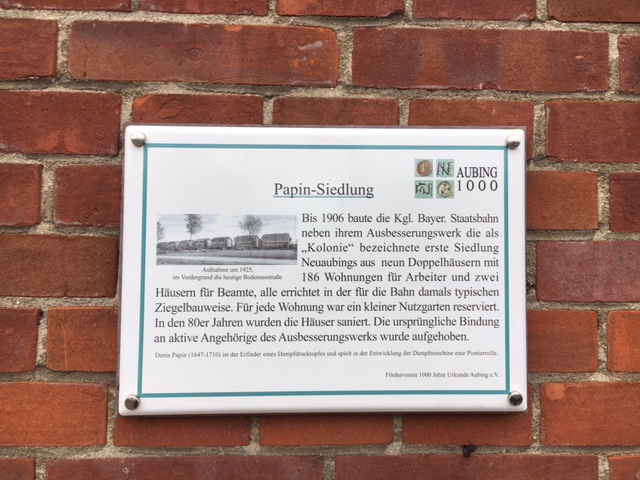
Hinweistafel zur Geschichte der Kolonie
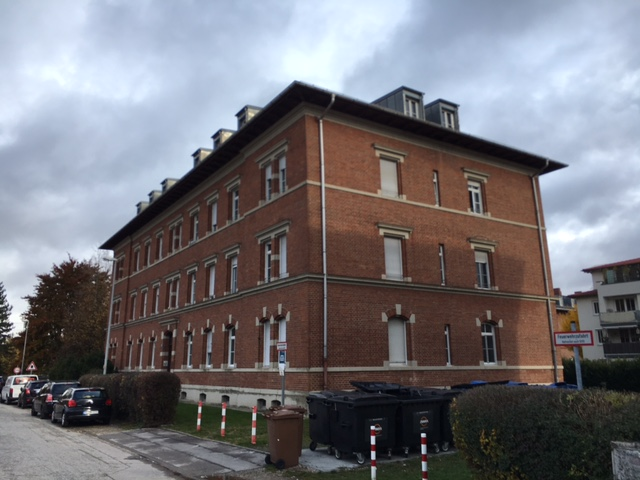
Sog. Beamtenhaus
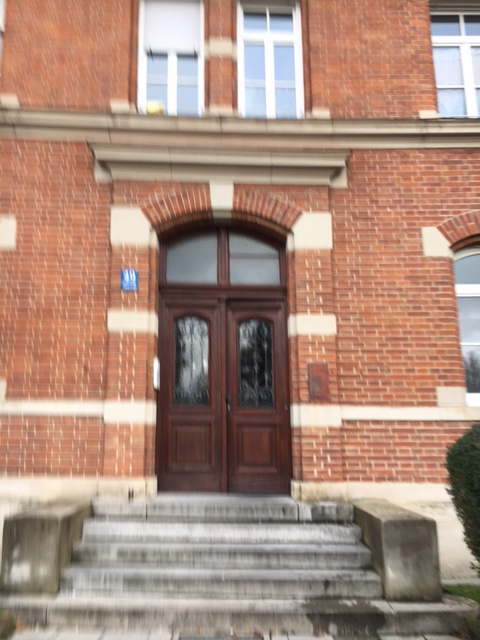
Eingangstür des Beamtenhauses
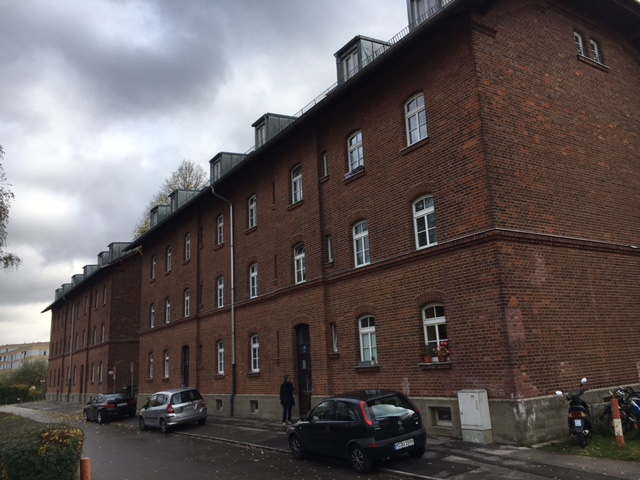
Hintere Reihe der Wohnblöcke
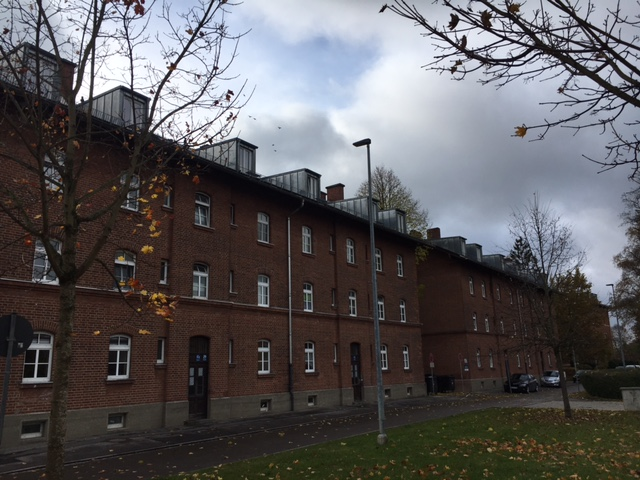
Hintere Reihe der Wohnblöcke